# Гормон стресу
Гормони стресу виділяються залозами внутрішньої секреції, щоб змінити внутрішнє середовище людини під час стресу. Виконуючи різні функції, такі як мобілізація джерел енергії, збільшення частоти серцевих скорочень і зниження регуляції метаболічних процесів, які не є негайно необхідними, гормони стресу сприяють виживанню організму. Секреція деяких гормонів також знижується під час стресу. Гормони стресу включають, але не обмежуються:
- Кортизол, основний гормон стресу людини
- Катехоламіни, такі як адреналін і норадреналін
- Вазопресин
- Соматотропін

## Роль у здоров'ї людини
Ендокринні залози виділяють гормони стресу, щоб змінити внутрішнє середовище людини під час стресу. Виконуючи різні функції, такі як мобілізація джерел енергії, збільшення частоти серцевих скорочень і зниження регуляції метаболічних процесів, які не є негайно необхідними, гормони стресу сприяють виживанню організму. Секреція деяких гормонів також знижується під час стресу. Гормони стресу включають, але не обмежуються: кортизол, катехоламіни, такі як адреналін і норадреналін, вазопресин і гормон росту.
Гормони стресу відіграють складну роль у боротьбі з хворобами та інфекціями, оскільки вони, наприклад, можуть як позитивно, так і негативно впливати на імунну систему. З одного боку, гормони стресу можуть посилити імунну відповідь, стимулюючи вироблення цитокінів, які є молекулами, які регулюють запалення та імунітет. Гормони стресу також можуть підвищити активність природних клітин-кілерів і макрофагів, які є імунними клітинами, які можуть знищувати інфіковані або аномальні клітини. Ці ефекти можуть допомогти організму боротися з гострими інфекціями, такими як грип і SARS-CoV-1 і SARS-CoV-2, які спричинені вірусами.
З іншого боку, гормони стресу також можуть пригнічувати імунну відповідь шляхом зменшення кількості та функції лімфоцитів, які є імунними клітинами, які виробляють антитіла та координують адаптивний імунітет. Гормони стресу також можуть викликати стан хронічного запалення, яке може пошкодити тканини й органи тіла та збільшити ризик хронічних захворювань, таких як артрит, діабет і серцево-судинні захворювання. Ці ефекти можуть зробити організм більш уразливим до хронічних інфекцій, таких як бактеріальні інфекції та аутоімунні захворювання, які викликані власною імунною системою організму, котра атакує себе. Отже, гормони стресу відіграють подвійну роль у боротьбі з хворобами та інфекціями, залежно від типу, тривалості та інтенсивності стресу, а також природи збудника. Помірна і короткочасна реакція на стрес може принести користь імунній системі, тоді як сильна і довгострокова реакція на стрес може бути шкідливою для імунної системи. Баланс між позитивним і негативним впливом гормонів стресу має важливе значення для підтримання здоров'я та благополуччя організму.

Відомо, що деякі віруси, такі як грип і SARS-CoV-1 і SARS-CoV-2, пригнічують секрецію гормонів стресу, щоб уникнути імунної відповіді організму, таким чином уникаючи імунного захисту організму. Ці віруси пригнічують гормон стресу кортизол, виробляючи білок, який імітує людський гормон АКТГ, але є неповним і не має гормональної активності. АКТГ — це гормон, який стимулює надниркові залози виробляти кортизол та інші стероїдні гормони. Проте організм виробляє антитіла проти цього вірусного білка, і ці антитіла також вбивають людський гормон АКТГ, що призводить до пригнічення функції надниркових залоз. Таке пригнічення надниркових залоз є способом для вірусу уникнути імунного виявлення та усунення.
Ця вірусна стратегія може мати серйозні наслідки для господара (людини, інфікованої вірусом), оскільки кортизол необхідний для регулювання різних фізіологічних процесів, таких як метаболізм, артеріальний тиск, запалення та імунна відповідь. Нестача кортизолу може призвести до стану, який називається недостатністю надниркових залоз, що може спричинити такі симптоми, як втома, втрата ваги, низький артеріальний тиск, нудота, блювання та біль у животі. Недостатність надниркових залоз також може погіршити здатність господаря справлятися зі стресом та інфекціями, оскільки кортизол допомагає мобілізувати джерела енергії, збільшити частоту серцевих скорочень і знизити регуляцію несуттєвих метаболічних процесів під час стресу. Тому, пригнічуючи вироблення кортизолу, деякі віруси можуть вийти з імунної системи та послабити загальний стан здоров'я та стійкість організму.